# Alphomelon bromeliphile
Alphomelon bromeliphile (лат.) — вид мелких наездников-браконид рода Alphomelon из подсемейства Microgastrinae (Braconidae, Ichneumonoidea).

## Распространение
Неотропика (Коста-Рика, Мексика).

## Описание
Паразитические наездники крупных для микрогастерин размеров. Основная окраска чёрная со светлыми желтоватыми отметинами. От близких таксонов отличается следующими признаками: сравнительно немного более темноокрашенный вид, лицо обычно в основном чёрное с коричневым только центральным пятном, тергит Т2 обычно чёрный до темно-коричневого, антеромезоскутум полностью чёрный; Т2 более поперечный (его ширина у заднего края > 3,00× его центральной длины). Лицо либо с бледно-коричневым пятном по центру, либо преимущественно коричневое с некоторыми жёлтыми пятнами по бокам; усики бледно-коричневые; яйцеклад длиннее 0,50× длины первого сегмента метатарзуса; ножны яйцеклада не расширены апикально. Тергит Т2 сравнительно широкий, шире первого тергита Т1; тергит Т2 поперечный (его ширина по заднему краю 3,00× его центральной длины, а ширина Т2 по заднему краю больше 1,20× ширины Т2 по переднему краю); белое пятно на щеке доходит до наличника; заднее крыло с жилкой cu-a изогнутой; коготки лапок с четырьмя шипами. Паразитируют на гусеницах бабочек-толстоголовок (Hesperiidae): Neoxeniades luda. Яйцеклад примерно равен по длине задней голени; проподеум морщинистый; первый тергит брюшка немного длиннее своей ширины; второй тергит много шире первого и короче третьего тергита. Жгутик усика 16-члениковый. Нижнечелюстные щупики 5-члениковые, нижнегубные щупики состоят из 3 сегментов. Дыхальца первого брюшного тергита находятся на латеротергитах.